# 2046 (영화)
《2046》은 홍콩의 왕가위 감독의 영화이다. 2004년에 개봉되었으며, 그의 전작인 《화양연화》와 《아비정전》의 속편으로 여겨지는 작품이다. 동방호텔 2046호 옆 2047호에 투숙한 작가 주모운이 그곳에서 만나게 되는 여인들을 보며 환상에 가득한 소설을 쓴다는 내용이다. 칸국제영화제에서 상영되었고 부산국제영화제 개막작으로 대한민국에 소개되었다.

## 줄거리
기자이자 작가인 주모운이 소려진과의 기억을 되살리기 위해 호텔 2046호에 머물지만 그방에서는 묘령의 여인이 자살하는 일이 발생하여 옆방인 2047호에 투숙한다. 그는 그곳에서 2046호에 출입하는 여인들을 관찰하면서 작품을 쓰기 시작한다.

## 영화 정보
- 2004년 제9회 부산국제영화제 개막작으로 상영되었다.
- 왕가위 감독은 1999년에 이 영화의 촬영을 준비하였고 2001년에 양조위, 왕페이(왕비), 장만옥, 기무라 타쿠야 등의 캐스팅을 확정했지만 촬영 중단과 속개가 거듭되었다.

## 수상 정보
- 제41회 대만 금마장영화상 미술디자인상(장숙평,구위명), 음악상(Peer Raben,매림무） 수상
- 제24회 중국 전영금상장 남우주연상(양조위), 여우주연상(장쯔이), 촬영상(두가풍,여휘휘,관본량) 미술감독상(장숙평,구위명), 의상디자인상(장숙평),음악상(Peer Raben,매림무) 수상
- 제11회 중국영화평론가상 남우주연상(양조위), 여우주연상(장쯔이) 수상

## 출연진
- 양조위: 주모운(周慕雲) 역
- 공리: 소려진(蘇麗珍) 역
- 기무라 타쿠야: TAKU 역
- 왕페이(왕비): 왕정문(王靖雯) 역
- 장쯔이: 백령(白玲) 역
- 유가령: Lulu/Mimi 역
- 장진
- 장만옥: 소려진(蘇麗珍) 역
- 동결: 왕결문(王潔雯) 역

## 제작진
- 제작사: 난징영화집단(南京電影集團公司上海電影製片廠), 택동영화사(澤東電影有限公司), 춘광영화(春光映畫)
- 감독: 왕가위
- 각본: 왕가위
- 촬영: 이병빈, 두가풍
- 미술: 장숙평, 구위명
- 편집: 장숙평, 진지위